# Xã Mission, Quận Crow Wing, Minnesota
Xã Mission (tiếng Anh: Mission Township) là một xã thuộc quận Crow Wing, tiểu bang Minnesota, Hoa Kỳ. Năm 2010, dân số của xã này là 817 người.